# Хомінський Йосип
Йо́сип Хомі́нський (* 24 серпня 1906, Острів — † 20 лютого 1997, Варшава) — український і польський музикознавець.

## Біографічні відомості
Родом з Острова біля Перемишля. Син греко-католицького священика.
Музичну освіту здобув у Вищому музичному інституті імені Миколи Лисенка у Львові та Львівському університеті (1931). Один із найздібніших учнів А. Хибінського.
У 1930-х роках був активним дописувачем журналу «Українська музика», членом і заступником секретаря Музикологічної комісії НТШ.
З кінця 1930-х років і до самої смерті жив і працював у Варшаві, присвятивши себе теорії та історії світової та польської музики. Був професором Варшавського університету.

## Праці
Автор численних публікацій (з 1933 року), головно про творчість Фридерика Шопена і Кароля Шимановського. Дослідження присвячено імітаційній техніці поліфоністів 13—14 століть. Праці з аналізу музичних форм, з історії гармонії і контрапункту та ін.
Хомінський — редактор річника «Studia Muzykologiczne» (1953—1956) і квартальника «Muzyka» (з 1956), «Annales Chopin» (1956—1963), підручника історії загальної музики (два томи, 1957—1965) та ін.